# Cydosia phaedra
Cydosia phaedra är en fjärilsart som beskrevs av Druce 1897. Cydosia phaedra ingår i släktet Cydosia och familjen nattflyn. Inga underarter finns listade i Catalogue of Life.